# 绍尔洛什·哲尔吉
绍尔洛什·哲尔吉（匈牙利語：Sarlós György，1940年7月29日—），匈牙利男子赛艇运动员。他曾代表匈牙利参加1960年、1968年和1972年夏季奥林匹克运动会赛艇比赛，获得一枚银牌。